# Belba flammeisetosa
Belba flammeisetosa är en kvalsterart som beskrevs av Tolstikov 1995. Belba flammeisetosa ingår i släktet Belba och familjen Damaeidae. Inga underarter finns listade.